# Котки (алпинизъм)
Котките са специални приспособления за ходене и катерене по сняг и лед. Котките за лед представляват няколко метални остриета, които се прикрепят към обувките, за да подобрят сцеплението и да предотвратяват подхлъзване. За първи път се появяват в Европа около 1900 година, имат 10 зъба и се прикрепват към обувките с помощта на кожени каишки. Модерните алпинистки котки имат 12 зъба (10 или 11). Те са конструирани за специализирани зимни катерачни обувки, като се прикрепват към тях с помощта на метални и пластмасови приспособления. Материалът, от които са изработени, е обикновено стомана, но някои от тях, за леки туристически изкачвания, ски-походи и др., може да са направени и от алуминий или гума.